# 塞萨尔·德·舒瓦瑟尔

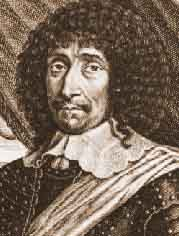
舒瓦瑟尔公爵塞萨尔

塞萨尔，舒瓦瑟尔公爵、普莱西-普拉兰伯爵（César, duc de Choiseul, comte du Plessis-Praslin） (1602年—1675年12月23日) 法国元帅和法国外交官，一般而言又称为杜普莱西-普拉兰元帅（maréchal (marshal) du Plessis-Praslin）.
塞萨尔来自古老的舒瓦瑟尔家族，它起源于10世纪上马恩山谷，并分成许多分支，塞萨尔的后裔也分为其中的三个名字：霍斯特尔（Hostel）、普拉兰（Praslin）和杜普莱西（du Plessis）。
塞萨尔在十四岁进入军队，任一个步兵团的上校，他参加了拉罗谢尔围攻战，在英国白金汉公爵攻击雷岛的防御战中幸存，并在1629年陪同英军去意大利。
1630年，他任驻意大利大使，从事外交和行政工作直到1635年。法西战争爆發後，他参加了在意大利的战斗和围攻，包括著名的都靈圍城戰。1640年，被任命为都灵总督，并于1642年晋升为中将，不久获法国元帅(1645)头衔，在任加泰罗尼亚指挥官时，他攻占了羅塞斯。
在第一次投石党战争(1648 - 1649)，他参加孔代亲王围攻巴黎(1649年1月)；第二次投石党战争(1650–1653)，仍然效忠于摄政女王奥地利的安娜和法院党，1650年他在击败貴族叛军和西班牙人的盟军，赢得了他的伟大胜利。
然后他在路易十四的皇家法院任高级官员，1652年被任命为国务大臣，1665年11月被封为舒瓦瑟尔公爵，1670年参加路易和英王查理二世的谈判，由此签订了多佛条约(1670)，1675年12月23日死于巴黎。

## 备注
1. 1 2 3 4 5  Chisholm 1911，第261頁.